# Espen Andersen (sciatore 1993)
Espen Andersen (Bærum, 28 ottobre 1993) è un combinatista nordico norvegese, campione olimpico nella gara a squadre a Pechino 2022.

## Biografia
In Coppa del Mondo ha esordito il 15 marzo 2013 a Oslo Holmenkollen (47°), ha ottenuto il primo podio il 2 dicembre 2016 a Lillehammer (2°) e la prima vittoria il 14 gennaio 2017 in Val di Fiemme. Ai Mondiali di Lahti 2017, suo esordio iridato, si è classificato 25º nel trampolino normale e 10º nel trampolino lungo; ai XXIII Giochi olimpici invernali di Pyeongchang 2018, sua prima presenza olimpica, ha vinto la medaglia d'argento nella gara a squadre e si è classificato 10º nel trampolino normale e 22º nel trampolino lungo, mentre ai Mondiali di Oberstdorf 2021 ha vinto la medaglia d'argento nella sprint a squadre dal trampolino lungo e si è classificato 17º nel trampolino normale e 8º nel trampolino lungo. L'anno dopo ai XXIV Giochi olimpici invernali di Pechino 2022 ha vinto la medaglia d'oro nella gara a squadre e si è piazzato 11º nel trampolino normale e 15º nel trampolino lungo, mentre ai Mondiali di Planica 2023 ha vinto la medaglia d'oro nella gara a squadre ed è stato 17º nel trampolino normale e 12º nel trampolino lungo.

## Palmarès

### Olimpiadi
- 2 medaglie:
  - 1 oro (gara a squadre a Pechino 2022)
  - 1 argento (gara a squadre a Pyeongchang 2018)

### Mondiali
- 2 medaglie:
  - 1 oro (gara a squadre a Planica 2023)
  - 1 argento (sprint a squadre dal trampolino lungo a Oberstdorf 2021)

### Mondiali juniores
- 1 medaglia:
  - 1 bronzo (NH/5 km a Erzurum 2012)

### Coppa del Mondo
- Miglior piazzamento in classifica generale: 9º nel 2018
- 7 podi (2 individuali, 5 a squadre):
  - 5 vittorie (2 individuali, 3 a squadre)
  - 1 secondo posto (a squadre)
  - 1 terzo posto (a squadre)

#### Coppa del Mondo - vittorie
| Data             | Località      | Nazione   | Trampolino             | Spec.                                                             |
| ---------------- | ------------- | --------- | ---------------------- | ----------------------------------------------------------------- |
| 14 gennaio 2017  | Val di Fiemme | Italia    | Giuseppe Dal Ben HS134 | T SP LH/2x7,5 km (con Jørgen Graabak)                             |
| 24 novembre 2017 | Kuusamo       | Finlandia | Rukatunturi HS142      | IN LH/5 km                                                        |
| 2 dicembre 2017  | Lillehammer   | Norvegia  | Lysgårdsbakken HS100   | T NH/4x5 km (con Jan Schmid, Jarl Magnus Riiber e Jørgen Graabak) |
| 3 dicembre 2017  | Lillehammer   | Norvegia  | Lysgårdsbakken HS138   | IN LH/10 km                                                       |
| 21 gennaio 2018  | Chaux-Neuve   | Francia   | La Côté Feuillée HS118 | T NH/4x5 km (con Jan Schmid, Jarl Magnus Riiber e Jørgen Graabak) |

Legenda:

IN = individuale Gundersen

SP = sprint

T = gara a squadre

LH = trampolino lungo